# Havant & Waterlooville Football Club
Il Havant & Waterlooville Football Club è una società calcistica di Havant, Hampshire. Milita nella National League, la quinta divisione del campionato nazionale inglese.

## Havant Town F.C.
L'Havant Town F.C. fu fondato nel 1883 e giocava nella Portsmouth Football League. Un giocatore celebre degli anni cinquanta fu Bobby Tambling, passato successivamente al Chelsea, che giocò anche nella nazionale inglese. Nel 1969 il club si fuse con il Leigh Park F.C. cambiando nome in Havant & Leigh Park. Il club vinse la Portsmouth League l'anno successivo alla fusione e nel 1970 si trasferì nella quarta divisione della Hampshire League. Dopo tre promozioni, il club giocò nella prima divisione dal 1977. Il Front Lawn ground, utilizzato fino ad allora, era inadeguato per accogliere la prima divisione, così il club si trasferì in un nuovo impianto inaugurato nell'agosto 1982 e il club fu rinominato in Havant Town F.C..

## Waterlooville F.C.
Il Waterlooville F.C. fu fondato nel 1905. Inizialmente giocavano in Waterlooville, District League. Appena prima della II Guerra Mondiale giocavano nella Portsmouth League, vincendo il titolo di terza divisione. Dopo la guerra ha vinto il titolo di seconda divisione e, dopo alcuni anni di prima divisione, sono riusciti a vincere tre titoli di seguito.

## Havant & Waterlooville F.C.
Nel 1998 l'Havant Town F.C. e il Waterlooville F.C. si fusero dando origine al Havant & Waterlooville F.C.. Come stadio fu utilizzato il West Leigh Park di Havant (capacità 5250 spettatori). Nella prima stagione dopo la fusione vinsero la Southern Football League. Milita nella  Conference South.

### Cronistoria
- 1998/1999 - Southern League Southern Division - 1°
- 1999/2000 - Southern League Premier Division - 13°
- 2000/2001 - Southern League Premier Division - 6°
- 2001/2002 - Southern League Premier Division - 3°
- 2002/2003 - Southern League Premier Division - 8°
- 2003/2004 - Southern League Premier Division - 12°
- 2004/2005 - Conference South - 13°
- 2005/2006 - Conference South - 6°
- 2006/2007 - Conference South - 4°
- 2007/2008 - Conference South - 7°

## Allenatori
- Billy Gilbert (Giugno 1998 - Aprile 2000)
- Mick Jenkins e Liam Daish (Aprile 2000 - Gennaio 2004)
- Dave Leworthy (Gennaio 2004 - Novembre 2004)
- Ian Baird (Novembre 2004 - Ottobre 2007)
- Shaun Gale (Ottobre 2007 - Attuale)

## Rosa 2008-2009
| N. |                        | Ruolo | Calciatore         |
| -- | ---------------------- | ----- | ------------------ |
| 1  | Inghilterra (bandiera) | P     | Kevin Scriven      |
| 2  | Inghilterra (bandiera) | P     | Nazionehan Ashmore |
| 3  | Inghilterra (bandiera) | D     | Gary Elphick       |
| 4  | Inghilterra (bandiera) | D     | Guy Butters        |
| 5  | Inghilterra (bandiera) | D     | Jay Conroy         |
| 6  | Inghilterra (bandiera) | D     | Jay Gasson         |
| 7  | Inghilterra (bandiera) | C     | Matt Gray          |
| 86 | Irlanda (bandiera)     | D     | Ian Simpemba       |
| 47 | Inghilterra (bandiera) | D     | Jay Smith          |
| 82 | Inghilterra (bandiera) | C     | Jamie Collins      |
| 24 | Inghilterra (bandiera) | C     | Charlie Henry      |

| N. |                        | Ruolo | Calciatore       |
| -- | ---------------------- | ----- | ---------------- |
|    | Inghilterra (bandiera) | C     | Charlie Oatway   |
|    | Inghilterra (bandiera) | C     | Brett Poate      |
|    | Inghilterra (bandiera) | C     | Shaun Wilkinson  |
|    | Inghilterra (bandiera) | C     | Robbie Martin    |
|    | Inghilterra (bandiera) | C     | Gary Holloway    |
|    | Inghilterra (bandiera) | C     | Steven Walker    |
|    | Inghilterra (bandiera) | C     | Danny Edwards    |
|    | Inghilterra (bandiera) | A     | Craig Watkins    |
|    | Inghilterra (bandiera) | A     | Luke Nightingale |
|    | Inghilterra (bandiera) | A     | Paul Booth       |
|    | Inghilterra (bandiera) | A     | Robbie Matthews  |

## Palmarès

### Competizioni nazionali
- National League South: 1

2017-2018
- Isthmian League: 1

2016-2017

### Competizioni regionali
- Southern Football League Southern Division: 1

1998-1999

### Altri piazzamenti
- National League South:

Secondo posto: 2019-2020
- Southern Football League:

Terzo posto: 2001-2002
- FA Trophy:

Semifinalista: 2002-2003, 2013-2014

## Curiosità
Charlie Oatway, centrocampista nonché vice-allenatore della squadra, si chiama in realtà "Anthony Philip David Terry Frank Donald Stanley Gerry Gordon Stephen James Oatway". I genitori, grandi tifosi dei Queens Park Rangers, decisero di chiamarlo con tutti i nomi della formazione della squadra. È conosciuto semplicemente con il nome di Charlie.